# Serenata núm. 11 (Mozart)
La Serenata núm. 4 en mi bemoll major, K. 375, és una composició de Wolfgang Amadeus Mozart acabada a Salzburg el 15 d'octubre de 1781, pel dia de santa Teresa.
La versió original de la serenata està composta per a dos clarinets, dues trompes i dos fagots. Posteriorment, Mozart va revisar i retocar la partitura, afegint parts per a dos oboès.

## Estructura
Consta de cinc moviments:
1. Allegro maestoso
2. Menuetto
3. Adagio
4. Menuetto
5. Allegro

| Serenata núm. 11, K. 375 per a vuit instruments. | Serenata núm. 11, K. 375 per a vuit instruments. |
| ------------------------------------------------ | ------------------------------------------------ |
| 1. Allegro Maestoso                              |                                                  |
|                                                  |                                                  |
|                                                  |                                                  |
|                                                  |                                                  |
| 2. Menuetto                                      |                                                  |
|                                                  |                                                  |
|                                                  |                                                  |
|                                                  |                                                  |
| 3. Adagio                                        |                                                  |
|                                                  |                                                  |
|                                                  |                                                  |
|                                                  |                                                  |
| 4. Menuetto                                      |                                                  |
|                                                  |                                                  |
|                                                  |                                                  |
|                                                  |                                                  |
| 5. Allegro                                       |                                                  |
|                                                  |                                                  |
|                                                  |                                                  |
|                                                  |                                                  |

## Audició
Podeu escoltar la interpretació de la serenata, en la seva versió original per a vuit instruments, executada pels membres del Quintet de vent "Soni Ventorum», 2 amb músics addicionals.